# Prunus pendula
Espèce
Classification phylogénétique
Prunus pendula (Nb Cerasus spachiana  f. spachiana, Synonyme : Prunus pendula Maxim., 1884）est une espèce de plantes à fleurs de la famille des Rosaceae. C'est un arbuste que l'on le trouve en Asie de l'est, à l'état sauvage.
En français, il est appelé communément Cerisier pleureur. Au Japon, on l'appelle シダレザクラ (Shidarezakura). Il existe différentes variétés comme les  Yaebenishidare, Benishidare (Prunus subhirtella) ou encore Kiyosumishidare (Cerasus × parvifolia 'Pendula).
Selon Plants of the World Online, c'est un synonyme de Prunus itosakura.
Sa période de floraison est d'avril à fin mars (environ une semaine plus tôt que le cerisier Yoshino). Sa fleur est également l'un des symboles préfectoraux de la préfecture de Kyoto.

## Galerie

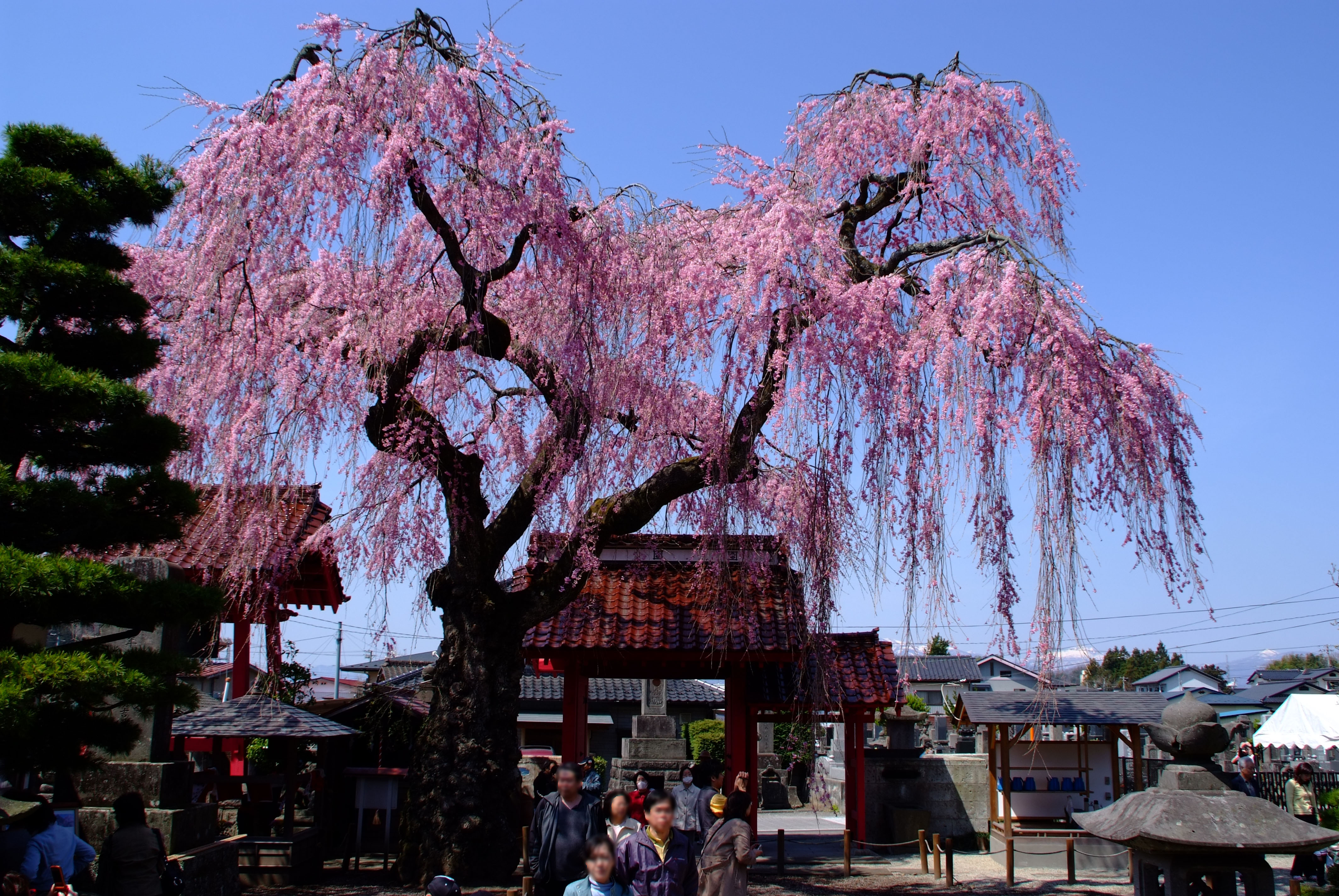
Cerisier pleureur dans la ville de Shirakawa (Fukushima).
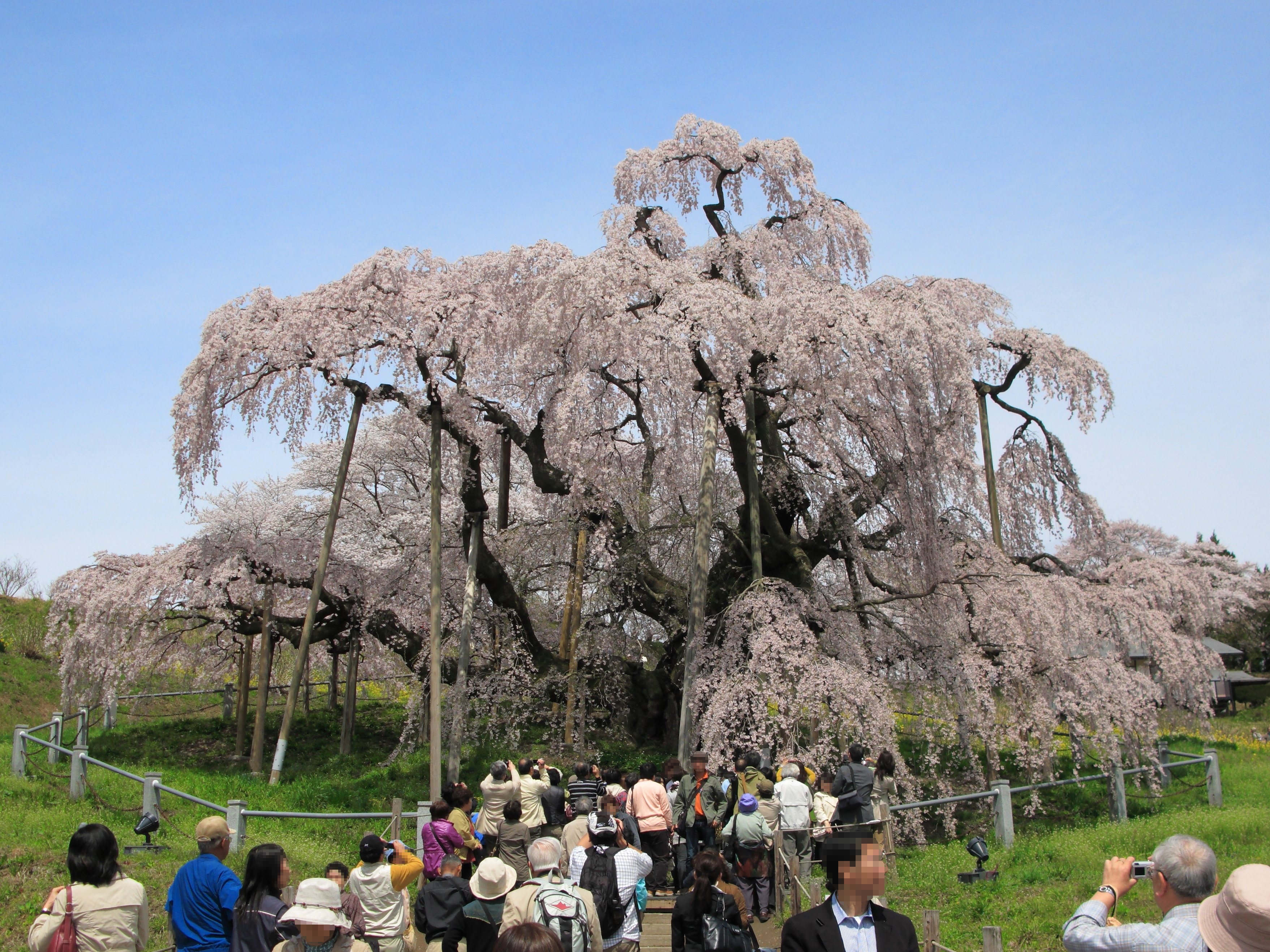
le Miharu Takizakura.
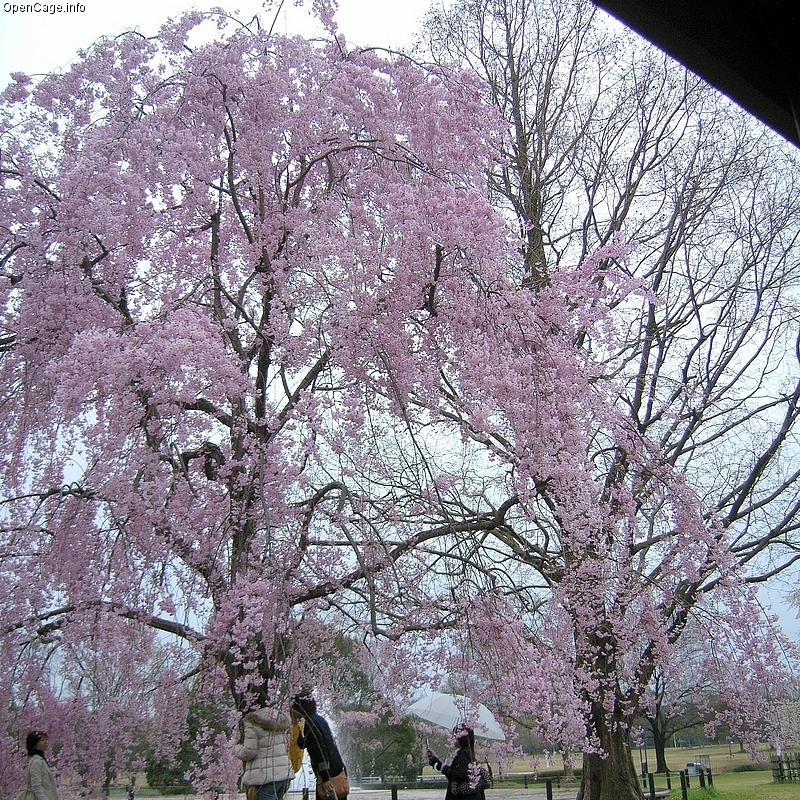
Cerisier au Banpaku Memorial Park (Osaka).